# Чешский терьер
Чешский терьер (чеш. český teriér) — порода собак, выведенная в Чехословакии и предназначенная для норной охоты.

## История породы
Датой рождения породы считается 1948 год. Создателем породы чешский терьер является кинолог-любитель Франтишек Горак. Горак поставил цель вывести маленького легкого терьера, пригодного для норной охоты в условиях Чехии. Собственно, Горак желал получить животное в типе силихем-терьера, но более лёгкого сложения — чтобы мог пролезать в узкие норы, — и более тёмного окраса. Горак повязал кобеля породы силихем-терьер с сукой породы скотч-терьер и далее работал с полученным пометом, добиваясь желаемых результатов. В 1963 году чешский терьер был официально признан Международной кинологической федерацией, как порода 3-й группы (терьеры). В настоящее время порода, признанная большинством кинологических сообществ в мире, остается одной из самых редких.

## Внешний вид
Чешский терьер — коротконогая собака умеренно растянутого формата, внешне напоминающая обе родительские формы — силихема и скотч-терьера. Голова длинная. Имеет усы, бороду и характерные кустистые брови. Высота в холке — 25—32 см (идеальный размер для кобелей — 29 см, для сук — 27 см). Вес — 6—10 кг. Сложение крепкое, но не коренастое. Шерсть довольно длинная, вьющаяся и шелковистая. Окрас — различные оттенки серого и коричневого. Щенки рождаются чёрными и полностью выцветают к двум годам. Цвет глаз у серых собак карий, у коричневых — жёлтый. Нос и губы у серых собак чёрные, у коричневых — печеночного цвета. Уши треугольной формы, висячие, прилегают к голове.

## Темперамент
Согласно стандарту, собака должна обладать спокойным характером. Агрессивное животное должно быть дисквалифицировано и исключено из разведения. Отмечается, что, по сравнению с другими терьерами, чешский отличается более спокойным нравом, что делает эту породу идеальным выбором в качестве собаки-компаньона.

## Уход
Поскольку шерстной покров мягче, чем у других терьеров, собаку не триммингуют, а просто стригут. Верхнюю часть туловища и хвост остригают коротко, оставляя ворс длиной не более 1-2 см. На конечностях шерсть должна быть длинной и образовывать юбку. Шерсть на юбке и на морде следует содержать в порядке и регулярно расчесывать во избежание образования колтунов.

## Здоровье
Чешские терьеры подвержены заболеванию Scotty Cramp (судорога скотч-терьеров).